# Edo (estado)
Edo é um estado do centro-sul da Nigéria, cuja capital é Benin City. O estado de Edo foi formado em 27 de agosto de 1991, a partir do extinto estado de Bendel.